# وانغ لوه بين
وانغ لوه بين (بالصينية: 王洛宾) (1913-1996)، ناشر صيني للأغاني القومية في غرب الصين، ويسمى ملك الأغاني المعاصرة في الصين. ولد بين في يناير عام 1913 ببكين. وفي عام 1919 بدأ يتعرف على بعض الألحان الغربية واليابانية. وفي عام 1931 ، التحق بقسم الفنون التابع لمدرسة المعلمين ببكين، وتعلم الموسيقى الصوتية والغزف على البيانو.